# Radomka (dopływ Topli)
Radomka – rzeka we wschodniej Słowacji, lewobrzeżny dopływ Topli w zlewisku Morza Czarnego. Długość – 30,5 km.
Źródła Radomki znajdują się na wysokości 370 m n.p.m. na południowych stokach szczytu Čierna hora na Pogórzu Ondawskim. Rzeka płynie na południe, przecina miasteczko Giraltovce i uchodzi do Topli tuż poniżej niego, koło wsi Mičakovce.